# 李嗣源
李 嗣源（り しげん）は、五代の後唐の第2代皇帝。廟号は明宗。前帝の不慮の死により皇帝に即位した。この時代の皇帝では、李嗣源は後周の世宗（柴栄）に次いで高い評価があり、五代十国時代の中では珍しい安定期を築き上げた名君。但し後継者の失敗、軍部への偏重により、李嗣源の死後に後唐が滅ぶ遠因も作り上げた。

## 生涯

### 出自・皇帝になるまで
李嗣源の出自ははっきりしないが、少なくとも漢民族ではなく、いわゆる応州出身の「雑胡」で、父は李国昌（朱邪赤心、李克用の父）の雁門部将の李霓である。
李嗣源は若いころから武勇に優れて信望厚く、李克用の仮子（養子分）となる。民間伝承や小説『残唐五代史演義』の中では、李嗣源は配下の「十三太保」の一人として描かれた。当時の軍閥では有望な部下を義子として処遇することが広く行われており、李嗣源もまたそのような一人であった。
李嗣源は契丹討伐や後梁討滅などにおいて活躍し、頭角をあらわした。
やがて、李克用の長男の荘宗（李存勗）が後唐の初代皇帝でありながら、酒に溺れて次第に政治を顧みなくなると、各地で国に対する反乱が勃発するようになった。
そこで、李嗣源はその鎮圧に向かうように皇帝から命じられたが、その後、配下の軍から次の皇帝に推されてしまい、李嗣源は荘宗に反逆した。また、荘宗は興教門の変で禁軍によって殺害された。さらに反撃した荘宗の皇太子の魏王李継岌の軍勢を渭水でこれを打ち破り、滅ぼした。こうして、李嗣源は周囲から推戴されて後唐の第2代皇帝となった。

### 治世
天成元年（926年）、第2代皇帝に即位した明宗（李嗣源）は、宰相として馮道を登用し、国の内政に注力した。
まず、荘宗時代に宰相となり、荘宗が政治に無関心なのをいいことに悪政や搾取を繰り返して周囲から不満を買っていた孔謙を誅殺し、さらに孔謙により定められた過酷な法令を廃止した。
次に荘宗が多くの権限を与えた宦官の勢力を抑制し、同時に荘宗により監軍として派遣されていた宦官は誅殺した。また、荘宗により定められた唐かぶれの宮廷制度を簡素化し、宮女は100人、雑用の宦官は30人、教坊の楽人は100人、鷹坊の鷹匠20人、御厨の料理人50人と、定員を大幅に削減した。
そして、支配地に大規模な検地を行なって税制の整備を行なった。また、李嗣源自身も奢侈を禁じて倹約に努め、「三司使」を創設するなど、内政に多大な成果を挙げた。李嗣源の時代は豊作が続いたことも幸運だったが、これは天候のおかげというよりは、明宗が余計な戦争をしなかったからと陳舜臣は評している。
さらに代州出身の異民族として漢民族に君臨することを悩み、夜な夜な香を炊いて天を祭った。この時、李嗣源は、「私は異民族出身なので天下を整えることが出来ません。天よ！願わくば早く聖人を生み、天下の民を助けて下さい！」と漢民族の天子の生誕を祈ったといわれる。
その李嗣源の人柄と謙虚さゆえに後唐の国内は安定して、明宗（李嗣源）は五代の中でも屈指の名君とまで讃えられている。ただし、もともとが平民の兵卒出身で教養には欠けており、帝王学も学んでいたわけではなかったので、重臣の讒言を受けて宰相を殺し、後にはその重臣を疑って同じく殺したりしている。陳舜臣はこの一例から、「五代にあっては良いほうの君主であるが、名君としては深さに欠けていたようである」と評している。

### 晩年
明宗は軍部に推戴されて皇帝に即位した経緯から、軍部を優遇して軍人たちに大きな権力を与えてしまった。陳舜臣は即位が余りに遅すぎたことを惜しんでいる。
晩年に明宗が病気に倒れると、軍人に対してしきりに恩賞を与えることを繰り返した。これは前代の荘宗が給料を惜しんでその結果、反乱を起こされたことを教訓にしたといわれるが、逆に軍部の驕慢と専横を招く遠因となった。
明宗の病気がいよいよ重くなると、次男の李従栄（長男は早世）が明宗は崩御したと早とちりし、軍を率いて宮中を制圧しようとした。これは他の弟や養子に備えての処置だったが、明宗はこの時点でまだ存命していたので、これは単なる謀反と見なされ、李従栄は反逆者として誅殺された。このため、3男の李従厚（後の閔帝）が後継者に選ばれた。
長興4年（933年）に宮中クーデターから程なくして、明宗（李嗣源）は崩御した。67歳没。
そして、軍部を驕慢にさせたことが一因し、わずか3年で後唐が滅ぶ遠因となるのである。

## 人物像
陳舜臣は、李嗣源を以下のように評している。
```
惜しいことに、明宗は即位が遅すぎた。もっと若ければ、恐らく別の国をたてていた。ただ五代にあっては良い方の君主であるが、名君としては深さに欠けていた
[
3
]
。
```

また、たたき上げの軍人のため、ほとんど正規の教育を受けておらず、文字を知らなかった。そのため、地方から挙げられた上奏文に関しては馮道に読み上げてもらうことが常だったという。
陳舜臣は教養がない李嗣源が名君になれた理由として、たたき上げの軍人で下情に通じていたから、そして悪政をした荘宗と反対の事をしたから、としている。

## 新王朝創設問題
李嗣源は荘宗を倒して軍部に擁立されたため、後唐を受け継ぐか、新たな王朝を創設するかで問題になった。しかし、皇帝に即位した時点で60歳と当時としては既に高齢だったこと、荘宗の義理の兄にあたるという縁戚関係から、新王朝設立は難しいと考えて、後唐の第2代皇帝に即位する道を選んだという。

## 宗室

### 后妃
- 正室：和武憲皇后曹氏、昭懿皇后夏氏（追封）
- 側室：宣憲皇后魏氏（即位前没）、淑妃王氏
- 昭儀王氏、昭容葛氏、昭媛劉氏、楚国夫人孫氏、御正張氏、司宝郭氏、司賛于氏、尚服王氏、司記崔氏、司膳翟氏、司醞呉氏、婕妤高氏、美人沈氏、順御朱氏、司飾聊氏、司衣劉氏、司薬孟氏、梳篦張氏、司服王氏、櫛篦傅氏、知客張氏、郡夫人江氏

### 男子
- 李従璟（李従審）
- 李従栄（秦王）
- 李従厚（閔皇帝）
- 李従益（許王）

### 女子
- 永寧公主（中国語版） - 石敬瑭（後晋の高祖）の妻（皇后）
- 興平公主
- 永安公主
- 寿安公主
- 永楽公主

### 養子
- 李従珂（末帝） - 宣憲皇后と前夫の王氏のあいだの子

### 甥
- 李従璨
- 李従璋
- 李従温
- 李従敏

## 登場作品
- 晩媚と影〜紅きロマンス〜（演：汪铎）
- 『李嗣源』（上・下2巻。朝日文庫。2010年。仁木英之）